# Réserve nationale de faune des îles de Contrecœur
La réserve nationale de faune des îles de Contrecœur est l'une des 8 réserves nationales de faune du Québec. Cette réserve de 3,12 km2 a pour but de protéger des herbiers émergents et submergés et des sites de nidification de la sauvagine. Elle a été créée en 1981. Elle fait partie de la zone importante pour la conservation des oiseaux.